# Белов, Михаил Валерьевич
Михаи́л Вале́рьевич Бело́в (род. 22 апреля 1992, Новая Усмань, Воронежская область, Россия) — российский футболист, полузащитник.

## Карьера
Воспитанник воронежского футбола. С 2010 года выступал за лискинский «Локомотив». Летом 2012 года подписал контракт с клубом Премьер-лиги «Амкар», но за основной состав не сыграл. Зимой 2013 года был арендован «Факелом». Летом того же года вернулся в Лиски. В 2016—2017 годах защищал цвета «Чайки». Летом 2017 года перешёл в пензенский «Зенит». Летом 2018 года пополнил ряды «Челябинска». В 2020 году подписал контракт с димитровградской «Ладой». В феврале 2021 года перешёл в эстонский клуб Премиум-лиги «Нарва-Транс». Дебютировал в элитном дивизионе 20 марта в матче против «Вапруса» (1:1). 12 ноября вместе с другими российскими легионерами Виталием Каленковичем, Никитой Загребельным и таджиком Табрези Давлатмиром покинул команду после окончания срока действия рабочей визы. В 2022—2024 годах защищал цвета тамбовского «Спартака».

## Достижения
- Серебряный призёр Второй лиги (2): 2012/13 (зона «Центр»), 2019/20 (зона «Урал-Приволжье»)
- Бронзовый призёр 3-й группы дивизиона «Б» Второй лиги: 2023